# 泗门洲镇
泗门洲镇，是中华人民共和国湖南省衡陽市耒阳市下辖的一个乡镇级行政单位。

## 行政区划
泗门洲镇下辖以下地区：
红卫社区、泗门洲社区、白沙社区、白沙村、集中村、滩洲村、王子村、易成村、新渡村、新大塘村、东星村、白山坪社区、大塘角村、石下村、新坡村、泥塘村、农科村、江中村、王差村、长胜村和珠机滩机电厂社区。